# Herkus Kunčius
Herkus Kunčius (né le 18 avril 1965 à Vilnius) est un dramaturge, essayiste et écrivain lituanien.

## Biographie
Herkus Kunčius est sorti en 1990 de l'Académie des arts de Vilnius (en histoire et théorie de l'art) et, de 1990 à 1999, il fut rédacteur à Literatūra ir menas (lt) et Krantai.
En 1998, il a reçu le prix Julijonas Lindė-Dobilas (lt).

## Critiques
« Kunčius relishes provoking literary and Lithuanian conventions. His powerful use of parody, negation and a ribald and slapstick humour has meant that to some people he is the wrecker of Lithuanian literature, while to others he is its most radical exponent. »

## Œuvres
- Nepasigailėti Dušanskio, Vilnius: Versus aureus, 2006, 222 pages.